# Songline
Dins la creença de l'animisme dels aborígens australians, una songline (línia cantada), també anomenada pista de son, és un dels camins a través de la terra (o de vegades el cel) que marca la ruta seguida pels "éssers creadors" durant el Temps dels somnis. Els camins de les songlines són recreats i fixats en cançons tradicionals, històries, dansa i pintura.
Una persona sàvia és capaç de viatjar repetint les paraules de la cançó, que descriuen la ubicació de punts de referència, basses i altres fenòmens naturals. En alguns casos, es diu que els camins dels éssers creadors són evidents per les seves marques, o petrosomatoglifs, a la terra, com grans depressions a la terra que es diu que són les seves petjades.
Al cantar les cançons en l'ordre adequat, els indígenes podien recórrer grans distàncies, sovint viatjant a través dels deserts de l'interior d'Austràlia. El continent australià conté un extens sistema de songlines, algunes de les quals són de pocs quilòmetres, mentre que altres travessen centenars de quilòmetres a través de terres de molts pobles indígenes diferents, pobles que poden parlar idiomes molt diferents i tenir tradicions culturals diferents.
Atès que una songline pot abastar la terra de diversos grups amb idiomes diferents, es diu que parts de la cançó contenen també idiomes diferents. Els idiomes no són una barrera perquè el context melòdic de la cançó descriu la naturalesa de la terra sobre el que parla la cançó. Escoltar el cant de la terra és el mateix que caminar sobre aquesta cançó observant la terra. Cada frase de cada cançó és una referència al mapa.
En alguns casos, una songline té una direcció particular, i caminar de manera incorrecta al llarg d'una songline pot ser un acte sacríleg (per exemple ascendir l'Ulurú quan la direcció correcta és anar cap avall). Les persones aborígens tradicionals conceben totes les terres com a sagrades, i les cançons s'han de cantar constantment per a mantenir la terra "viva".
Molyneaux i Vitebsky observen que els Esperits dels Somnis "també dipositaven els esperits dels nens no nascuts i determinaven les formes humanes" establint així la llei tribal i els paradigmes totèmics.

## Exemples
- Els Yolngu d'Arnhem al Territori Del nord conten la història de Barnumbirr, un creador associat amb el planeta Venus, qui va venir de l'illa de Baralku a l'Est, guiant els primers éssers humans cap a Austràlia, i llavors va volar a través de la terra de l'est a l'oest, anomenant i creant els animals, plantes i característiques naturals de la terra.
- Els Yarralin de la Vall del Riu Victòria veneren l'esperit Walujapi com l'Esperit de Somiar de la serp pitó de cap negre. Es diu que Walujapi va esculpir una petjada de serp al llarg d'un penya-segat i hi va dipositar una impressió de les seves natges quan va seure en el campament. Ambdós signes són actualment discernibles.
- Els Esperits Somiadors del Gat Natiu es diu que per a començar el seu viatge pel mar i anar cap al nord del Desert de Simpson, la travessaven per les terres de l'Aranda, Kaititja, Ngalia, Kukatja i Unmatjera. Cada poble canta la part de l'Esperit Somiador del Gat Natiu relativa a la songline a la qual està lligada la relació territorial de reciprocitat.
- A la regió de Sydney, de gres, les valls sovint acaben en un canyó o penya-segat, així que viatjar per la part de dalt era més fàcil que per les valls. Així, les songlines tendeixen a resseguir les línies de la cresta, això és també es troba en gran part de l'art sagrat, com els gravats rupestres de Sydney. En contrast, en moltes altres parts d'Austràlia, les songlines tendeixen a resseguir les valls, per on es troba més fàcilment l'aigua.
- Les songlines han estat lligades a l'art dels del Wollemi Parc Nacional a Nova Gal·les del Sud.[5]

## Descripcions
L'antropòleg Robert Tonkinson va escriure sobre les songlines dels indígenes Mardu a la seva monografia de 1978 The Mardudjara Aborigines: Living the Dream in Australia's Desert.